# Thể thao dưới nước tại Đại hội Thể thao Đông Nam Á 1993
Thể thao dưới nước tại Đại hội Thể thao Đông Nam Á năm 1993 diễn ra từ 13 đến 17 tháng 6 năm 1993 tại Toa Payoh Aquatics Centre, Singapore. Chương trình thi đấu bao gồm ba bộ môn: bơi lội, nhảy cầu và bóng nước.
Môn bơi lội thi đấu nhiều nội dung đa dạng từ cự ly ngắn 50m đến cự ly dài 1500m với các kiểu bơi tự do, bơi ngửa, bơi ếch, bơi bướm ngoài ra còn có nội dung bơi hỗn hợp và bơi tiếp sức. Các nội dung thi đấu của môn nhảy cầu bao gồm nhảy cầu mềm 3m và nhảy cầu cứng 10m cho cả nam và nữ. Môn bóng nước chỉ tổ chức thi đấu nội dung đồng đội nam. Đội tuyển Singapore, với lợi thế sân nhà và truyền thống mạnh mẽ ở môn thể thao này, tiếp tục khẳng định vị thế khi giành huy chương vàng. Đội Philippines về nhì giành huy chương bạc, trong khi Indonesia giành huy chương đồng.
Đoàn chủ nhà Singapore dẫn đầu bảng tổng sắp huy chương với 13 huy chương vàng.

## Tóm tắt kết quả

### Bơi lội
Nội dung của nam
| Nội dung                   | Vàng                | Vàng       | Bạc                  | Bạc      | Đồng                    | Đồng     |
| -------------------------- | ------------------- | ---------- | -------------------- | -------- | ----------------------- | -------- |
| 50 m tự do                 | Ang Peng Siong      | 23.67      | Richard Sam Bera     | 23.73    | Wisnu Wardhana          | 24.00    |
| 100 m tự do                | Wisnu Wardhana      | 51.31 GR   | Richard Sam Bera     | 52.55    | Padhanaseth Changkasiri | 53.27    |
| 200 m tự do                | Richard Sam Bera    | 1:54.86 GR | Wisnu Wardhana       | 1:55.71  | Kenneth Yeo             | 1:55.73  |
| 400 m tự do                | Jeffrey Ong         | 4:00.42    | Ratapong Sirisanont  | 4:00.71  | Pawin Kohvathana        | 4:03.06  |
| 1500 m tự do               | Jeffrey Ong         | 15:56.48   | Pawin Kohvathana     | 16:06.99 | Ratapong Sirisanont     | 16:28.99 |
|                            |                     |            |                      |          |                         |          |
| 100 m bơi ngửa             | Raymond Papa        | 58.45      | Leo Najera           | 59.53    | Felix Sutanto           | 59.95    |
| 200 m bơi ngửa             | Raymond Papa        | 2:03.73 GR | Gerald Koh           | 2:09.69  | Felix Sutanto           | 2:10.27  |
|                            |                     |            |                      |          |                         |          |
| 100 m bơi ếch              | Wirmandi Sugriat    | 1:05.53 GR | Eric Buhain          | 1:06.12  | Lee Patrick Concepcion  | 1:06.56  |
| 200 m bơi ếch              | Ratapong Sirisanont | 2:20.10 GR | Wirmandi Sugriat     | 2:22.70  | Desmond Koh Mun Kit     | 2:24.01  |
|                            |                     |            |                      |          |                         |          |
| 100 m bơi bướm             | Eric Buhain         | 56.62      | Wisnu Wardhana       | 56.63    | Niti Intharapichai      | 57.68    |
| 200 m bơi bướm             | Niti Intharapichai  | 2:04.68    | Vidi Lukman Korompis | 2:05.21  | Desmond Koh Mun Kit     | 2:07.11  |
|                            |                     |            |                      |          |                         |          |
| 200 m hỗn hợp cá nhân      | Ratapong Sirisanont | 2:06.90    | Desmond Koh Mun Kit  | 2:08.98  | Albert Sutanto          | 2:10.84  |
| 400 m hỗn hợp cá nhân      | Ratapong Sirisanont | 4:29.74 GR | Desmond Koh Mun Kit  | 4:31.83  | Jeffrey Ong             | 4:38.65  |
|                            |                     |            |                      |          |                         |          |
| 4 × 100 m tiếp sức tự do   | Indonesia           | 3:30.66 GR | Thailand             | 3:33.94  | Singapore               | 3:36.94  |
| 4 × 200 m tiếp sức tự do   | Indonesia           | 7:46.65 GR | Thái Lan             | 7:49.56  | Singapore               | 7:58.35  |
| 4 × 100 m tiếp sức hỗn hợp | Indonesia           | 3:52.24 GR | Philippines          | 3:53.54  | Thái Lan                | 3:55.48  |

Nội dung của nữ
| Nội dung                   | Vàng                  | Vàng       | Bạc                     | Bạc     | Đồng                  | Đồng    |
| -------------------------- | --------------------- | ---------- | ----------------------- | ------- | --------------------- | ------- |
| 50 m tự do                 | Joscelin Yeo Wei Ling | 26.93 GR   | Thanyaluk Sakulkong     | 27.43   | Mary Joy Ong          | 27.78   |
| 100 m tự do                | Joscelin Yeo Wei Ling | 57.58 GR   | Meitri Widya Pangestika | 59.42   | Eadeline Lim          | 59.78   |
| 200 m tự do                | Joscelin Yeo Wei Ling | 2:06.03    | Meitri Widya Pangestika | 2:07.52 | Praphalsai Minpraphal | 2:08.60 |
| 400 m tự do                | Ravee Inporn Udom     | 4:25.55    | May Ooi                 | 4:31.02 | Praphalsai Minpraphal | 4:31.48 |
| 800 m tự do                | Ravee Inporn Udom     | 9:05.15    | Thanya Sridama          | 9:12.06 | May Ooi               | 9:16.92 |
|                            |                       |            |                         |         |                       |         |
| 100 m bơi ngửa             | Akiko Thomson         | 1:04.86 GR | Praphalsai Minpraphal   | 1:05.33 | Chintya Putrianda     | 1:06.30 |
| 200 m bơi ngửa             | Akiko Thomson         | 2:16.76 GR | Praphalsai Minpraphal   | 2:19.20 | Elsa Manora Nasution  | 2:22.99 |
|                            |                       |            |                         |         |                       |         |
| 100 m bơi ếch              | Joscelin Yeo Wei Ling | 1:12.04 GR | Sornsawan Phuvichit     | 1:13.02 | Rita Mariani          | 1:14.11 |
| 200 m bơi ếch              | Joscelin Yeo Wei Ling | 2:34.87 GR | Sornsawan Phuvichit     | 2:37.21 | Rita Mariani          | 2:38.04 |
|                            |                       |            |                         |         |                       |         |
| 100 m bơi bướm             | Joscelin Yeo Wei Ling | 1:02.22 GR | May Ooi                 | 1:02.66 | Elsa Manora Nasution  | 1:03.80 |
| 200 m bơi bướm             | May Ooi               | 2:18.45    | Praphalsai Minpraphal   | 2:18.98 | Susanti Wangsawiguna  | 2:20.25 |
|                            |                       |            |                         |         |                       |         |
| 200 m hỗn hợp cá nhân      | Joscelin Yeo Wei Ling | 2:17.48 GR | May Ooi                 | 2:18.32 | Praphalsai Minpraphal | 2:23.21 |
| 400 m hỗn hợp cá nhân      | May Ooi               | 4:58.24 GR | Joscelin Yeo Wei Ling   | 4:58.95 | Elsa Manora Nasution  | 5:03.48 |
|                            |                       |            |                         |         |                       |         |
| 4 × 100 m tiếp sức tự do   | Singapore             | 3:56.92 GR | Indonesia               | 4:00.94 | Thái Lan              | 4:01.82 |
| 4 × 100 m tiếp sức hỗn hợp | Singapore             | 4:20.30    | Indonesia               | 4:22.96 | Thái Lan              | 4:23.17 |

### Nhảy cầu
| Nội dung          | Vàng                   | Vàng   | Bạc                      | Bạc    | Đồng                     | Đồng   |
| ----------------- | ---------------------- | ------ | ------------------------ | ------ | ------------------------ | ------ |
| Cầu mềm 3 m nam   | Temmy Kusuma Wijayanto | 575.55 | Somchai Ongkasing        | 558.15 | Kristedi Permana         | 557.30 |
| Cầu cứng 10 m nam | Suchart Pichi          | 510.20 | Prakong Ninjinda         | 493.00 | Bahriansyah              | 490.00 |
|                   |                        |        |                          |        |                          |        |
| Cầu mềm 3 m nữ    | Nani Suryani Wulansari | 484.45 | Srimoung Jidapone        | 448.55 | Sri Retno Andiani        | 448.30 |
| Cầu cứng 10 m nữ  | Saowanee Chakwattana   | 366.05 | Dwi Mariastuti Setiowati | 347.80 | Wachyuni Sulistioningrum | 331.15 |

### Bóng nước
| Nội dung | Vàng      | Bạc         | Đồng      |
| -------- | --------- | ----------- | --------- |
| Nam      | Singapore | Philippines | Indonesia |

## Bảng huy chương
| Hạng               | Đoàn               | Vàng | Bạc | Đồng | Tổng số |
| ------------------ | ------------------ | ---- | --- | ---- | ------- |
| 1                  | Singapore (SIN)    | 13   | 7   | 7    | 27      |
| 2                  | Thái Lan (THA)     | 8    | 14  | 10   | 32      |
| 3                  | Indonesia (INA)    | 8    | 11  | 16   | 35      |
| 4                  | Philippines (PHI)  | 5    | 4   | 2    | 11      |
| 5                  | Malaysia (MAS)     | 2    | 0   | 1    | 3       |
| Tổng số (5 đơn vị) | Tổng số (5 đơn vị) | 36   | 36  | 36   | 108     |